# Stylet (contre-torpilleur)
Pour les articles homonymes, voir Stylet.
Le Stylet est l’un des treize contre-torpilleurs de classe Claymore construits pour la marine française dans la première décennie du XXe siècle.

## Carrière
Le Stylet a été commandé le 12 mai 1902 et a été mis en chantier à l’Arsenal de Rochefort le 21 mars 1904. Le navire a été lancé le 18 mai 1905 et a été affecté à l’escadre du Nord après son achèvement en avril 1907. Le navire a été réaménagé de mai à décembre et est resté dans l’unité qui a été successivement désignée 3e escadre en mars 1908 et 2e escadre légère en novembre 1912. Lorsque la Première Guerre mondiale éclate en août 1914, le Stylet est affecté à la 2e escadrille de torpilleurs basée à Cherbourg. Le navire a été affecté à l’escadrille de patrouille de l’océan en 1916 et a été transféré à la Division des patrouilleurs de Bretagne l’année suivante. Il est resté avec cette unité jusqu’à la fin de la guerre en 1918. Le Stylet a été rayé du registre naval le 14 mai 1921 et vendu à la ferraille le 12 août.